# Vùng đô thị Baltimore

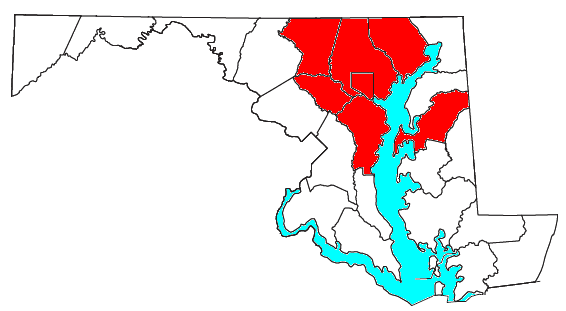
Vị trí của khu vực thống kê đô thị Baltimore-Towson ở Maryland

Vùng thống kê đô thị Baltimore-Towson hay Trung Maryland là một khu vực thống kê đô thị nằm ở tiểu bang Maryland, Hoa Kỳ. Trung tâm vùng đô thị là thành phố Baltimore như được xác định bởi Văn phòng quản lý và ngân sách Hoa Kỳ. Dân số năm 2007 là 2.668.056 người. Đây là vùng đô thị lớn thứ 20 Hoa Kỳ.

## Các đơn vị dân cư
Vùng đô thị gồm các quận sau:
- Thành phố Baltimore
- quận Anne Arundel
- quận Baltimore
- quận Carroll
- quận Harford
- quận Howard
- quận Queen Anne

## Các thành phố chính
Vùng đô thị này bao gồm các cộng đồng chính sau:
- Baltimore, Maryland
- Towson, Maryland

Nó cũng bao gồm các cộng đồng khác (không nhất thiết được hợp nhất thành thành phố và thị trấn):
- Aberdeen, Maryland
- Annapolis, Maryland
- Bel Air, Maryland
- Catonsville, Maryland
- Columbia, Maryland
- Dundalk, Maryland
- Ellicott City, Maryland
- Glen Burnie, Maryland
- Havre de Grace, Maryland
- Joppatowne, Maryland
- Owings Mills, Maryland
- Westminster, Maryland

Ngoài khu vực kỹ thuật, vùng đô thị Baltimore cũng tiếp nhận một số dân đi lại làm việc hàng ngày bằng xe buýt từ các thành phố như York, Pennsylvania và vùng đô thị Washington.